# Wanderson Henrique do Nascimento Silva
Wanderson Henrique do Nascimento Silva, meglio noto come Wanderson (13 settembre 1991), è un calciatore brasiliano, difensore del Gagra.

## Carriera
Ha giocato nella massima serie dei campionati israeliano, azero e georgiano.